# Gare d’Heugnes
Gare d’Heugnes vasútállomás Franciaországban, Heugnes településen.

## Vasútvonalak
Az állomást az alábbi vasútvonalak érintik:
- Le Blanc–Argent-sur-Sauldre-vasútvonal

## Kapcsolódó állomások
A vasútállomáshoz az alábbi állomások vannak a legközelebb:
- Gare de Pellevoisin
- Gare d’Écueillé